# کازولا دی ناپولی
کازولا دی ناپولی (به ایتالیایی: Casola di Napoli) یک کومونه در ایتالیا است که در استان ناپل واقع شده‌است.

## خصوصیات
کازولا دی ناپولی ۲٫۶ کیلومترمربع مساحت و ۳٬۸۶۴ نفر جمعیت دارد و ۱۷۰ متر بالاتر از سطح دریا واقع شده‌است.